# شراب بیودینامیک
شراب‌های بیودینامیک، شراب‌هایی هستند که با استفاده از روش‌های شبه‌علمی به نام بیودینامیک، هم برای رشد میوه و هم در طول فرآوری پس از برداشت، ساخته می‌شوند. تولید شراب بیودینامیک از روش‌های کشاورزی ارگانیک (مثلاً استفاده از کمپوست به عنوان کود و اجتناب از اکثر آفت‌کش‌ها) استفاده می‌کند، در عین حال از مکمل‌های خاک تهیه شده طبق فرمول‌های رودولف اشتاینر نیز استفاده می‌کند، از یک تقویم کاشت که به پیکربندی‌های طالع‌بینی بستگی دارد پیروی می‌کند، و با زمین به عنوان "یک موجود زنده و پذیرا " رفتار می‌کند.

## تاکداری بیودینامیک
روش‌های بیودینامیک در تاکستان‌داری (پرورش انگور) در کشورهای مختلفی از جمله فرانسه، سوئیس، ایتالیا، اسپانیا، اتریش، آلمان، استرالیا، آرژانتین، شیلی، پرو، آفریقای جنوبی، کانادا و ایالات متحده استفاده می‌شوند. در سال ۲۰۱۳، بیش از ۷۰۰ تاکستان در سراسر جهان که بیش از ۱۰۰۰۰ هکتار / ۲۴۷۱۰ جریب را شامل می‌شدند، گواهی بیودینامیک دریافت کردند. تعدادی از تولیدکنندگان تجاری بسیار سطح بالا و مشهور اخیراً به شیوه‌های بیودینامیک روی آورده‌اند. طبق مقاله‌ای در مجله فورچون، بسیاری از املاک برتر فرانسه، «از جمله دومین لروی در بورگاندی، شاتو دو لا روش-او-موآن در لوار، میسون شاپوتیه در دره رون و دومین زیند-هامبرشت در آلزاس»، از کشت انگور بیودینامیک پیروی می‌کنند. برای اینکه یک شراب برچسب «بیودینامیک» بخورد، باید استانداردهای تعیین‌شده توسط انجمن دیمیتر، یک نهاد صدور گواهینامه بین‌المللی، را رعایت کند.
کشاورزی بیودینامیک نوعی کشاورزی جایگزین است که بر اساس مفاهیم شبه‌علمی و مبهم توسعه یافته توسط رودولف اشتاینر (۱۸۶۱–۱۹۲۵)، که دوره کشاورزی را در سال ۱۹۲۴ ارائه داد، و قدمت آن به بیشتر جنبش ارگانیک برمی‌گردد، می‌باشد. این شامل اصول اکولوژیکی است و بر دیدگاه‌های معنوی و عرفانی تأکید دارد. بیودینامیک، خودکفایی اکولوژیکی مزارع را به عنوان سیستم‌های زنده منسجم و به هم پیوسته هدف قرار می‌دهد.

## اثربخشی
برخی از پرورش‌دهندگان انگور که روش‌های بیودینامیک را اتخاذ کرده‌اند، ادعا می‌کنند که به بهبود سلامت تاکستان‌های خود، به‌ویژه در زمینه‌های تنوع زیستی، حاصلخیزی خاک، تغذیه محصول و مدیریت آفات، علف‌های هرز و بیماری‌ها، دست یافته‌اند. برای مثال، مرحوم آن-کلود لفلایو از املاک دومین لفلایو در بورگاندی ادعا کرد که استفاده از روش‌های بیودینامیک، یک تاکستان به شدت بیمار را نجات داد، تا جایی که اکنون برخی از ارزشمندترین شراب‌های او را تولید می‌کند. یک مطالعه طولانی مدت روی یک کارخانه شراب سازی در کالیفرنیا نشان داد که بهبود کیفیت برای هر دو نوع شراب بیودینامیک و ارگانیک قابل توضیح نیست. این مطالعه در بلوک‌های مختلف تاکستان در یک تاکستان تجاری در اوکیاه، کالیفرنیا، هیچ تفاوتی بین روش‌های بیودینامیک با روش‌های کشاورزی ارگانیک عمومی از نظر کیفیت خاک، و همچنین در عملکرد هر تاک، تعداد خوشه در هر تاک و وزن خوشه و حبه پیدا نکرد. با این حال، یکی از نویسندگان، لئو مک‌کلاسکی، استدلال کرده است که انتظار می‌رود نمرات کیفیت مصرف‌کننده، نمرات ۱۰۰ امتیازی، برای هر دو کشاورزی بیودینامیک و ارگانیک نسبت به کشاورزی سنتی بالاتر باشد.
انگورهای بیودینامیک ادعا می‌کنند که طعم‌های قوی‌تر، شفاف‌تر و پر جنب و جوش‌تری را مشاهده کرده‌اند، و همچنین شراب‌هایی که مدت طولانی‌تری قابل نوشیدن باقی می‌مانند. به گفته پرز پالاسیوس، شراب‌ساز اسپانیایی در حوزه بیودینامیک، شراب‌های بیودینامیک بیشتر «گلی» هستند. تولیدکنندگان بیودینامیک همچنین ادعا می‌کنند که روش‌های آنها منجر به تعادل بهتر در رشد می‌شود، جایی که تولید قند در انگور با رسیدگی فیزیولوژیکی همزمان می‌شود و در نتیجه شرابی با تعادل صحیح طعم و میزان الکل، حتی با تغییر شرایط آب و هوایی، تولید می‌شود.
در یک آزمایش چشایی کور از ۱۰ جفت شراب بیودینامیک و شراب‌های معمولی که توسط مجله فورچون انجام شد و توسط هفت متخصص شراب از جمله یک استاد شراب و سر شراب‌خواران قضاوت شد، نه مورد از شراب‌های بیودینامیک برتر از همتای معمولی خود تشخیص داده شدند. «مشخص شد که شراب‌های بیودینامیک، نمود بهتری از محیط زیست (terroir)، یعنی شیوه‌ای که یک شراب می‌تواند محل خاص خاستگاه خود را در عطر، طعم و بافت خود نشان دهد، دارند.»  منتقدان هشدار می‌دهند که چنین مقایسه‌هایی از شراب‌های از یک نوع، باید از نظر تفاوت در خاک و زیرخاک و تکنیک‌های کشاورزی و فرآوری مورد استفاده، کنترل شوند.
منتقدان کیفیت بالای شراب‌های بیودینامیک را تصدیق می‌کنند، اما این سؤال را مطرح می‌کنند که آیا بسیاری از پیشرفت‌ها در سلامت تاکستان‌ها و طعم شراب، در صورت استفاده از کشاورزی ارگانیک، بدون عرفان و تلاش فزاینده در بیودینامیک، به هر حال اتفاق می‌افتاد یا خیر. منتقدان دیگر موفقیت کشت انگور بیودینامیک را به مهارت بالای شراب‌سازان و توجه دقیق آنها به جزئیات نسبت می‌دهند. ری آیل، سردبیر مجله اسپریت، می‌گوید: «پس چه می‌شود اگر آنها فکر کنند که دفن شاخ‌های گاو پر از کود به آنها کمک می‌کند تا نیروهای حیاتی جدیدی را از کیهان به دست آورند؟»

## کتابشناسی
- نیکلاس جولی (۲۰۰۵) شراب از آسمان تا زمین: پرورش و قدردانی از شراب بیودینامیک، ایکرز، آمریکاشابک ‎۰۹۱۱۳۱۱۶۰۲
- نیکولاس جولی (۲۰۰۸)، رازگشایی از شراب بیودینامیک ، انتشارات بورد اند بنچشابک ‎۱۹۳۴۲۵۹۰۲۰
- پر و بریت کارلسون (۲۰۱۴) شراب‌سازی بیودینامیک، ارگانیک و طبیعی: کشت انگور و شراب‌سازی پایدار، انتشارات فلوریسشابک ‎۱۷۸۲۵۰۱۱۳۴
- ایزابل لژرون (۲۰۱۷)، شراب طبیعی: مقدمه‌ای بر شراب‌های ارگانیک و بیودینامیک تولید شده به‌طور طبیعی ، انتشارات CICO،شابک ‎۱۷۸۲۴۹۴۸۳۹